# Aldephonse Alexandre Félix du Jardin
Aldephonse Alexandre Félix du Jardin (* 17. Februar 1796 in Gent; † 24. November 1870 in Brüssel) war ein belgischer Diplomat.

## Leben
Seine Eltern waren Pierre-Joseph du Jardin (auch Dujardin) und Antoinette Alexandrine Suzan. In Paris heiratete Aldephonse du Jardin am 21. April 1827 Félicité Sophie Chevin (1806–1842), und in Hannover am 9. November 1844 Louise Frédérique Jeanne Emmy de Zesterfleth (1813–1878).
Du Jardin diente in den Jahren nach der Londoner Konferenz (1830) in der zu diesem Zeitpunkt international noch nicht voll anerkannten belgischen Regierung. 1830 verhinderten Truppen des Deutschen Bundes mit einem Befehlshaber aus dem Königreich Hannover die Annexion Luxemburgs durch das neu entstehende Belgien. Nach der Londoner Konferenz (1839) eröffnete das nun souveräne Königreich Belgien eine diplomatische Residentur in Hamburg und du Jardin wurde 1839 erst als Geschäftsträger am königlichen Hof von Hannover akkreditiert, dann 1840 zusätzlich bei den drei freien Hansestädten, dem königlichen Hof von Dänemark und den herzoglichen Höfen beider Mecklenburg. 1845 wurde sein Amtssitz nach Kopenhagen verlegt.
1849 bis 1853 wurde er als Gesandter an den königlich-spanischen Hof in Madrid versetzt, und unterzeichnete hier am 17. Juli 1849 ein Postabkommen. In den Jahren von 1853 bis 1858 war er Gesandter beim Deutschen Bund in Frankfurt am Main, und unterzeichnete hier am 15. März 1854 mit Wilhelm von Eisendecher einen Staatsvertrag. Von 1858 bis 1867 diente er als Gesandter in den Niederlanden und von 1867 bis 1869 im Vereinigten Königreich.

## Ehrungen
- Offizier des königl. belg. Leopoldsorden
- Grosskreuz des königl.-grossherzogl. niederl.-luxembg. Orden der Eichenkrone
- Grosskreuz des königl. span. Orden de Isabel la Católica
- Kommandeur des königl. niederl. Orden vom Niederländischen Löwen